# Can Fina
Can Fina  és una masia de Palafrugell, catalogada com a bé cultural d'interès local.

## Història
La família Fina està documentada a Palafrugell des del segle xvi, i van exercir càrrecs públics a la vila (alcalde, jutge, recaptador, caporal del districte de Palafrugell del Cos de Sometent, prevere, etc. A tocar d'aquesta casa pairal, la família Fina hi tenia uns horts, que han acabat donant nom a un carrer de la vila.

## Descripció
La masia és una construcció compacta que presenta diversos volums edificats, fruit de successives reformes i ampliacions de diverses èpoques. Un cos principal de planta baixa i pis, amb coberta a dues aigües, cap al nord i cap al sud, que es perllonga cap al sud amb un cos d'una planta que forma una terrassa a l'altura de la planta primera del dit cos principal. A la banda oest d'aquest volum, hi ha adossat un cos d'una crugia, de planta baixa, pis i golfes, més alt que el cos principal, que mira cap a ponent i que és llarg com el cos principal i el cos de la terrassa. A la cantonada sud-est del cos principal, tancant la terrassa per la banda de llevant hi ha un cos de planta aproximadament quadrada, a manera de torre angular, de planta baixa i pis.
La masia està envoltada d'un espai lliure, que contribueix a mantenir el seu aspecte. Després del 1990, l'espai lliure de la banda nord, juntament amb part de l'illa de cases entre els carrers de Fitor i de la Font, ha estat convertit en una zona verda pública amb l'edificació de la banda oest (2006-2007). Aquesta operació urbanística ha fet que la façana nord de la masia doni ara a l'espai públic. La resta de l'espai lliure al voltant de la masia es manté, envoltat d'una tanca d'obra en la qual s'obre el portal d'entrada, d'enreixat de ferro. En aquest espai lliure, s'hi troben algunes edificacions auxiliars, de planta baixa.
Els murs portants són de pedra desbastada lligats amb carreus a les cantonades. Les obertures són encerclades per pedra ben escairada i polida, amb un repertori diversificat de llindes monolítiques i ampits motllurats. Es conserven diverses reixes i baranes de ferro forjat, alguna de les quals sembla del segle xvii o potser del xvi. Al cos de la façana oest, el més alt, hi ha la data 1704 en la llinda d'una finestra. També hi ha un balcó que sembla del segle xix, igual que la torre de la cantonada. El conjunt té un ràfec de rajola i teula.
A l'interior, hi ha amb voltes de pedra morterada o de maó als baixos i voltes de llunetes o embigats al pis.